# 烏爾巴克齒龍屬
烏爾巴克齒龍屬是傷齒龍科恐龍的一屬，是種肉食性恐龍。烏爾巴克齒龍生存於上白堊紀早期的烏茲別克，約9500萬年前。
模式種是依特米烏爾巴克齒龍（U. itemirensis），是由Alexander Averianov與漢斯·戴爾特·蘇伊士（Hans-Dieter Sues）在2007年命名。學名的前半部URBAC是個縮寫字，由烏茲別克（Uzbek）、俄羅斯（Russian）、英國（British）、美國（American）、加拿大（Canadian）等國的縮寫，這群科學家構成了烏爾巴克齒龍的挖掘團隊。
烏爾巴克齒龍的化石是一個左齒骨與附著的牙齒，發現於森諾曼階的Dzharakuduk組。另外，Averianov與蘇伊將一些牙齒，歸類為烏爾巴克齒龍的未命名種（Urbacodon sp.），這些牙齒發現於土侖階的Bissekty組。
烏爾巴克齒龍的正模標本是個長79.2公分的齒骨，上有32顆牙齒。烏爾巴克齒龍的牙齒缺乏鋸齒邊緣，類似拜倫龍與寐龍，但與大部分傷齒龍科不同。烏爾巴克齒龍與拜倫龍的差異在於，齒骨側邊的血管溝較少，齒冠前部較呈球根狀；與寐龍的差異在於，烏爾巴克齒龍的體型較大。Averianov與蘇伊認為烏爾巴克齒龍的齒骨筆直，牙齒較少，比傷齒龍、蜥鳥龍具有更多的祖徵，但兩人並沒有將烏爾巴克齒龍放入演化樹中。

## 外部連結
- 烏爾巴克齒龍 （页面存档备份，存于） Dinodata